# Punkt A

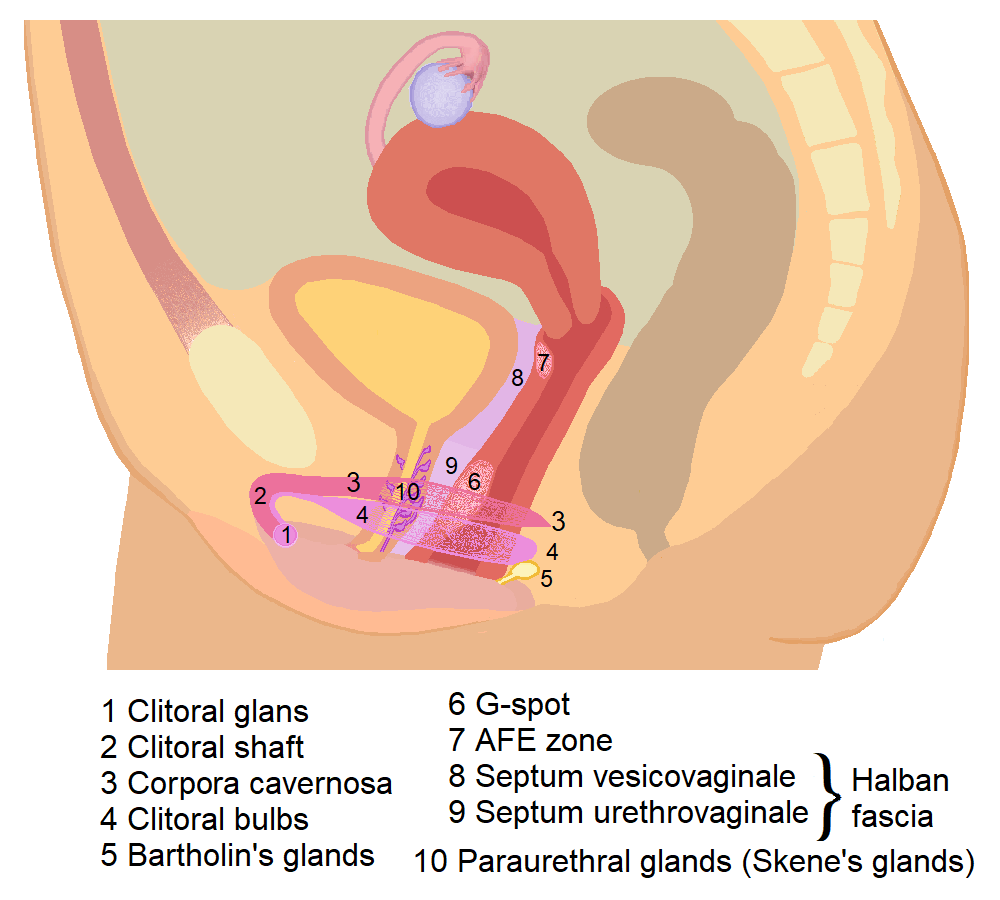
Organy i obszary żeńskiego układu rozrodczego pełniące funkcje seksualnie – punkt A jest oznaczony numerem 7

Punkt A (zwany także jako Strefa AFE, ang. Anterior Fornix Erogenous Zone lub Drugi punkt G) – obszar wewnętrznej części pochwy człowieka, uważany za jedną z najwrażliwszych stref erogennych ciała kobiety. Punkt A jest zlokalizowany głębiej niż punkt G, na przedniej i tylnej ściance pochwy w pobliżu szyjki macicy.
Według badań przeprowadzonych przez doktora Chua Chee Ann, stymulacja punktu A prowadzi do zwiększonej produkcji wydzieliny pochwy i intensywniejszego podniecenia seksualnego, w tym też orgazmu.